# Ігренська битва 1660 року
Битва 1660 року між запорожцями й татарами у гирлі Самари на Ігренському острові. Татари йшли після набігу до Криму, але були вщент замордовані запорозькими козаками на чолі з отаманом Іваном Сірко. Місце, що запеклося від татарської крові, вони стали називати Огрінь, — тобто «прокляте місце», що українці трансформували у Ігрень. Саме тут розташоване давнє поселення Стара Ігрень.
Так, року 1660 татари набігли на Україну, захопили там багато «ясирю», полонили московського воєводу Василя Борисовича Шереметєва і з України кинулись до запорізької Самарської паланки, але коло гирла Самари на них несподівано напав кошовий отаман Іван Сірко, розбив їх на голову, — всіх полоняників пустив на волю.
І тепер ще давні літами діди кажуть: «Тут, на лівому боці Самари, коло самого гирла її, в кучугурах, трупу того людського та конячих кісток валялось видимо-невидимо, а кров запеклась на чверть аршина».
1688 року для захисту від татарських набігів московіти влаштували вище Самарою, на її правому березі у Самарі Богородицьку фортецю.
Береги Ігренського острову й гирла Самари відомі за велику кількість військових знахідок цієї битви.

## Battle near Igren 1660
1. ↑  Яворницький, Дмитро. Дніпрові пороги.